# Weddin
Weddin är ett shire i Australien. Det ligger i delstaten New South Wales, i den sydöstra delen av landet, omkring 300 kilometer väster om delstatshuvudstaden Sydney. Antalet invånare var 3 664 vid folkräkningen 2016.
Följande samhällen finns i Weddin:
- Grenfell
- Quandialla
- Bumbaldry
- Caragabal
- Bimbi
- Greenethorpe